# Nhân thế gian
Nhân thế gian (tiếng Trung: 人世间, bính âm: Rén shìjiān) là một bộ phim truyền hình năm 2022 được chuyển thể từ cuốn tiểu thuyết cùng tên của Lương Hiểu Thanh do Lý Lộ đạo diễn kiêm nhà sản xuất. Phim có sự tham gia của các diễn viên như Lôi Giai Âm, Tân Bách Thanh, Tống Giai, Ân Đào.

## Cốt truyện
Vào cuối những năm 1970 của thế kỷ trước, tại một thành phố nhỏ nằm ở tỉnh lỵ phía bắc Trung Quốc có một gia đình họ Chu sống ở Khu Quang Tự. Người cha Chu Chí Cương tham gia vào phong trào "Đại Tam Tuyến" tại Tây Nam. Anh cả Chu Bỉnh Nghĩa hưởng ứng lời kêu gọi của đất nước trở thành lứa thanh niên có trí thức đầu tiên về nông thôn, chị cả Chu Dung Truy theo chồng là nhà thơ về sống tại vùng quê Quý Châu. Gia đình Chu chỉ còn lại người em trai Chu Bỉnh Côn và người mẹ sống nương tựa lẫn nhau. Trong 50 năm qua, vận mệnh của gia tộc họ Chu đan xen với những biến động của thời đại. Chu Bỉnh Nghĩa sau khi tốt nghiệp đại học bước chân vào chính trường, bắt đầu trải qua những năm tháng thăng trầm trong cuộc cải cách quyết liệt. Trong khi hoàn thành sứ mệnh cuộc đời của mình, gia đình này cũng đã viết nên một bản hùng ca về cuộc đời của người Trung Quốc đương thời cũng như sự biến đổi to lớn của xã hội Trung Quốc.

## Diễn viên
| Diễn viên      | Vai              |
| -------------- | ---------------- |
| Lôi Giai Âm    | Chu Bỉnh Côn     |
| Đinh Dũng Đại  | Chu Chí Cương    |
| Tát Nhật Na    | Lý Tố Hoa        |
| Tân Bách Thanh | Chu Bỉnh Nghĩa   |
| Tùy Tuấn Ba    | Hách Đông Mai    |
| Mã Thiếu Hoa   | Hách Tỉnh Trường |
| Tống Xuân Lệ   | Kim Nguyệt Cơ    |
| Tống Giai      | Chu Dung         |
| Thành Thái Sân | Phùng Hóa Thành  |
| Vương Dương    | Thái Hiểu Quang  |
| Hồ Liên Hinh   | Phùng Nguyệt     |

## Phát sóng
| Kênh                           | Khu vực    | Thời gian   |
| ------------------------------ | ---------- | ----------- |
| CCTV1                          | Trung Quốc |             |
| Truyền hình vệ tinh Giang Tô   | Trung Quốc |             |
| Đài truyền hình Hồng Kông 31   | Hồng Kông  | 20:30-22:00 |
| Truyền hình vệ tinh Quảng Đông | Trung Quốc |             |
| Truyền hình vệ tinh Bắc Kinh   | Trung Quốc |             |